# محمد حسني الصواف
محمد حسني الصواف (القرن 19 - القرن 20)  هو وزير الاقتصاد وحاكم مصرف سورية المركزي سابقاً خلال  
12 فبراير 1961 حتي 7 مايو 1963.حاصل علي ماجستير في الاقتصاد، من جامعة واشنطن.